# Flet
Taxons concernés
Dans l'Ordre des Pleuronectiformes
- dans la famille des Pleuronectidae : 
  - dans le genre Platichthys :
    - Platichthys flesus (surtout)
    - Platichthys stellatus

  - l'espèce Atheresthes Stomias
  - l'espèce Kareius bicoloratus
  - l'espèce Liopsetta glacialis
- dans la famille des Bothidae :
  - l'espèce Bothus mancus modifier

Flet est un nom vernaculaire ambigu désignant en français certains poissons marins faisant partie de l'Ordre des Pleuronectiformes, ou poissons plats. Des espèces appelées flets sont présentes dans deux familles : les Pleuronectidae et les Bothidae.

## Espèces nommées « flet »
- Flet (tout court) - Platichthys flesus et, plus rarement, Liopsetta glacialis[1]
- Flet d'Arrowtooth - Atheresthes Stomias[2]
- Flet commun - Platichthys flesus[3]
- Flet d'Europe - voir Flet commun[3]
- Flet étoilé - Platichthys stellatus[1]
- Flet pierre - Kareius bicoloratus[4]
- Flet tropical - Bothus mancus  [5]
- etc.

## Caractéristiques communes
Ce sont des poissons plats qui prennent la couleur de leur environnement par mimétisme. Ils peuvent s'enfouir aussi dans le sable pour se camoufler. Ces poissons se nourrissent de petites créatures aquatiques : crevettes, mollusques, vers et même de petits poissons. Ils attendent tapis dans le sable qu'une proie passe.
Le flet se confond souvent avec la plie (carrelet). Pour différencier les deux poissons, il suffit de repérer des tubercules épineux situés à la base des nageoires dorsales et anales. Ceux-ci sont présents chez le flet et absents chez la plie.
À l'éclosion, les flets ressemblent à tous les autres poissons. Mais plus ils grandissent, plus un œil se rapproche de l'autre. À l'âge adulte, les deux yeux sont du même côté. Adultes ils peuvent mesurer jusqu'à 0,9 m et peser environ 10 kilogrammes.
Le flet commun et le flet étoilé sont des poissons euryhalins, c'est-à-dire qu'ils sont capables de fréquenter des eaux de salinités variables.